# داویده پیرولا
داویده پیرولا (انگلیسی: Davide Pirola؛ زادهٔ ۲۹ مهٔ ۲۰۰۱) بازیکن فوتبال اهل ایتالیا است.